# Im Märchenwald
Im Märchenwald ist ein von Markus Nikisch entwickeltes Kartenspiel, das im Spieleverlag Adlung-Spiele im Jahre 2000 erschienen ist. Das Spiel wurde 2001 zum Kinderspiel des Jahres nominiert.

## Spielablauf
Eine Besonderheit des Spieles ist, dass die ein bis acht Spieler nicht gegeneinander spielen, sondern nur gemeinsam gewinnen oder verlieren können. Das kooperative Spiel funktioniert nach einem Spielsystem, dass dem Spiel Memory ähnelt.
Die Spieler sind aufgerufen, sieben im namensgebenden Märchenwald versteckte magische Gegenstände zu finden, um eine Prinzessin zu heilen. Anschließend müssen sie die Gegenstände zum Schloss der Prinzessin bringen. Aber die Spieler spielen gegen sieben Zwerge.
Zunächst werden 49 Spielkarten in einem 7×7-Schema mit Bild nach unten ausgelegt. Dies stellt den Märchenwald dar. Enthalten in diesen Karten sind sieben Karten, auf denen die fraglichen Gegenstände abgebildet sind. Weiter sind auch Karten, die Hexen, einen Raben, ein Schloss und die konkurrierenden Zwerge darstellen, unter diesen Karten enthalten. Dann wird aus separaten Startkarten der erste magische Gegenstand gezogen. Die Spieler decken nun wie beim Memory der Reihe nach Karten auf, bis der erste Gegenstand gefunden wurde. Diese Karte wird nun durch eine Baumkarte ersetzt, auf der der nächste magische Gegenstand abgebildet ist. Dies wird fortgesetzt, bis das Team alle sieben Gegenstände gefunden hat. Dann muss das Schloss aufgedeckt werden, damit die Spieler der Prinzessin die Gegenstände bringen und gewinnen können.
Wird im Laufe des Spiels eine Hexe aufgedeckt, werden zwei beliebige Karten ausgetauscht. Wird der Rabe aufgedeckt, stiehlt der einen bereits gefundenen Gegenstand. Wird einer der sieben Zwerge aufgedeckt, wird er zur Seite gelegt. Wurden alle sieben Zwerge aufgedeckt, entführen die Zwerge die Prinzessin und das Spiel ist verloren.

## Ausstattung
Das Spiel wurde graphisch von Franz Vohwinkel gestaltet. Vohwinkel gestaltete das Spiel stimmungsvoll, lediglich Bäume und Rabe sind bei unzureichender Beleuchtung schlecht zu unterscheiden. Geliefert wird das Spiel in einem Karton, der in der Tasche getragen werden kann. Die Karten sind aus hochwertigem Material gefertigt. Die Spielanleitung ist gut gegliedert und übersichtlich, aber aus Platzgründen nur in sehr kleiner Schrift gedruckt.

## Hintergrund und Rezeption
Im Märchenwald ist das erste von Markus Nikisch veröffentlichte Spiel.
Die Redaktion von Spiel des Jahres wertete Im Märchenwald als einen Winzling, der es in sich habe. Weiter heißt es:

„Mit IM MÄRCHENWALD ist Markus Nikisch und Karsten Adlung ein wunderbares Kinderspiel gelungen, ein kooperatives zudem, an dem Große wie Kleine genauso viel Vergnügen haben. Kaum zu glauben, dass so viel Spielspaß in so eine kleine Schachtel passt.“

Es war 2001 neben Rüsselbande von Alex Randolph und Klondike von Stefanie Rohner und Christian Wolf zum Kinderspiel des Jahres nominiert, den Preis gewann Klondike.